# Sternocera pulchra
Sternocera pulchra es una especie de escarabajo del género Sternocera, familia Buprestidae. Fue descrita científicamente por Waterhouse en 1879.

## Distribución geográfica
Habita en la región afrotropical.